# Brouwerij De Ster (Wouw)

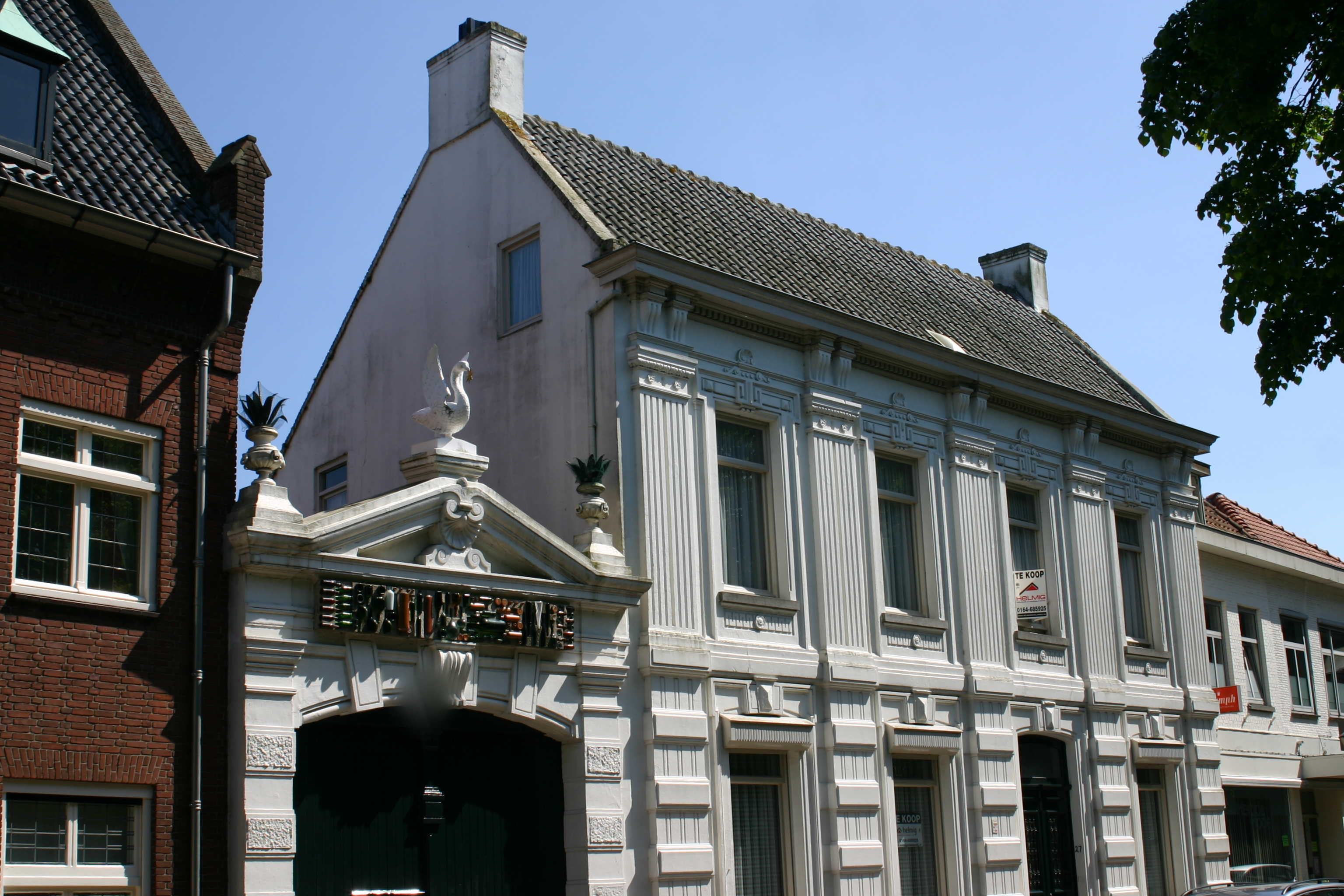
Brouwerij De Ster

Brouwerij De Ster is een voormalige brouwerij in Wouw. 

## Geschiedenis
Het bedrijf werd opgericht in 1824 door Pieter Melchior Philips. Er werd "Ster Bier" geproduceerd. In de loop van de negentiende en begin twintigste eeuw groeide en moderniseerde het bedrijf, onder andere door de aanschaf van een stoommachine (1870), zuiggasmotor en een dynamo voor de stroomvoorziening (1919). De kwaliteit van het gebruikte water werd bij een controle tijdens de Eerste Wereldoorlog ongeschikt geacht als drinkwater (pas vanaf 1941 werd Wouw aangesloten op het waterleidingnet). In 1920 werd het bedrijf overgenomen door de familie Siebelink. Er werd uitgebreid met koelinstallaties en een koelkelder. Vanaf 1928 werd het assortiment uitgebreid met pils.
Na de Tweede Wereldoorlog werkte het bedrijf samen met Heineken met de productie van donker bier. 1958 sloot de brouwerij. Tot 1959 heeft het bedrijf nog gebotteld voor Heineken.

## Pand
De brouwerij was gevestigd achter een wit herenhuis met de naam "De Zwaan" aan de markt in Wouw. In dit herenhuis woonde de familie Philips, de oorspronkelijke eigenaren van de brouwerij. Het pand is een rijksmonument. De poort naast dit gebouw gaf toegang tot de brouwerij. Boven de poort is een kunstwerk van Kees Keijzer met de titel "Flessencompositie" uit 1960. Daarnaast een zwaan met gouden ster in de snavel. Hierdoor werd het bedrijf ook brouwerij De Zwaan genoemd. Begin eenentwintigste eeuw is op de oorspronkelijke plaats van de brouwerij de wijk "De Ster" gebouwd.

## Trivia
- In het dorp is een wandelroute (in de vorm van een ster) genoemd naar deze brouwerij.